# Факултет педагошких наука Универзитета у Крагујевцу
Факултет педагошких наука је високошколска установа Универзитета у Крагујевцу. Налази се у Јагодини, а основан је 26. јула 1898. под називом Учитељска академија. Оснивач је Сретен Аџић, а актуелни декан Ненад Вуловић.

## Студије
Основне академске студије
- Учитељ
- Васпитач у предшколским установама
- Васпитач у домовима

Мастер академске студије
- Учитељ
- Васпитач у предшколским установама
- Васпитач у домовима
- Образовање професора предметне наставе
- Образовне политике

Докторске академске студије
- Методика наставе

Основне струковне студије
- Струковна медицинска сестра-васпитач

Кратки програми студија
- Дадиља
- Руководилац тима
- Ментор за школско учење
- Геронтолошки дружбеник
- Асистент за учење енглеског језика